# Sondergebiet
Das Sondergebiet ist ein Baugebiet, welches sich nach § 10, § 11 der deutschen Baunutzungsverordnung (BauNVO) von den anderen Arten von Baugebieten dadurch unterscheidet, dass hier die Nutzung zweckgebunden ist. In der Regel handelt es sich hierbei um Nutzungen aus dem Gebiet des Einzelhandels, des Fremdenverkehrs, der Kultur, der Wirtschaft, des Bildungs- oder Gesundheitswesens, der Energiegewinnung oder der Erholung. Hierunter fallen beispielsweise große Sportstadien, Messegelände oder Kraftwerke.
Eine Beschränkung der Zahl zulässiger Vorhaben in einem sonstigen Sondergebiet (§ 11 Abs. 1 BauNVO) ist mangels Rechtsgrundlage unwirksam.
Von besonderer praktischer Bedeutung sind Sondergebiete für großflächige Einzelhandelsbetriebe im Sinne von § 11 Abs. 3 der Baunutzungsverordnung (BauNVO), die regelmäßig nur in Kerngebieten und in für sie festgesetzten Sondergebieten (§ 30 BauGB, § 1 Abs. 3, Abs. 2 Nr. 11 BauNVO) zulässig sind.